# Marlies Doppler
Marlies Doppler, bis 5. Mai 2023 Marlies Steiner-Wieser (* 23. Juni 1963 in Salzburg), ist eine österreichische Politikerin (FPÖ) und AMS-Angestellte. Sie war von 2013 bis Juni 2018 Abgeordnete zum Salzburger Landtag, ab 16. Juni 2015 ohne Klubzugehörigkeit. Seit Juni 2018 ist sie vom Salzburger Landtag entsandtes Mitglied des Bundesrates.

## Ausbildung und Beruf
Doppler besuchte zwischen 1969 und 1977 die Volks- und Hauptschule in Taxham, bevor sie 1977 an das Bundesoberstufenrealgymnasium Josef-Preis-Allee in Salzburg wechselte. Sie legte 1982 hier die Matura ab und absolvierte danach von 1982 bis 1983 ein Kolleg an der Handelsakademie Salzburg. Nach dem Abschluss des Kollegs arbeitete sie von 1983 bis 1985 als Sachbearbeiterin beim Landesarbeitsamt Salzburg, danach war sie von 1985 bis 1990 als Sekretärin bei der Österreichischen Hochschülerschaft an der Universität Innsbruck beschäftigt. Doppler war ab 1991 als kaufmännische Angestellte bei verschiedenen Unternehmen in Tirol und Salzburg aktiv, wobei sie von 1990 bis 1991 und von 1993 bis 1995 in Mutterschutzkarenz war. Seit 2005 arbeitete sie als Sachbearbeiterin beim Arbeitsmarktservice (AMS) Salzburg.

## Politik und Funktionen
Doppler wurde 1998 zur FPÖ-Ortsgruppenobfrau für Taxham und Maxglan gewählt und übernahm noch im selben Jahr die Funktion eines Mitglieds der Bezirksleitung der FPÖ Stadt Salzburg. Seit dem Jahr 2000 fungiert sie zudem als Bezirksobmann-Stellvertreterin der FPÖ Salzburg Stadt. Auf Landesebene hat Doppler seit 2005 zudem die Funktion eines Mitglieds des Landesparteivorstandes der FPÖ Salzburg inne, des Weiteren ist sie Delegierte zum Bundesparteitag. Sie war von 1999 bis 2004 Mitglied des Gemeinderates der Stadt Salzburg, von 2002 bis 2004 Mitglied des Kollegiums des Landesschulrates für Salzburg sowie zwischen 1997 und 2004 Mitglied des Kollegiums des Bezirksschulrates der Stadt Salzburg. Doppler wurde am 19. Juni 2013 als Abgeordnete zum Salzburger Landtag angelobt. Ihre politischen Schwerpunkte liegen in den Bereichen Arbeitnehmer, Entwicklungszusammenarbeit, Familie und Kinderbetreuung, Frauen und Gleichbehandlung, Jugend, Jugendwohlfahrt, Menschenrechte und Sport.
Nach der Landtagswahl in Salzburg 2018 ist sie seit 13. Juni 2018 in der 16. Gesetzgebungsperiode vom Salzburger Landtag entsandtes Mitglied des Bundesrates.

## Privates
Doppler ist Mutter zweier Kinder und leidenschaftliche Anhängerin des Fußballklubs Austria Salzburg.